# Francisco de Merlo

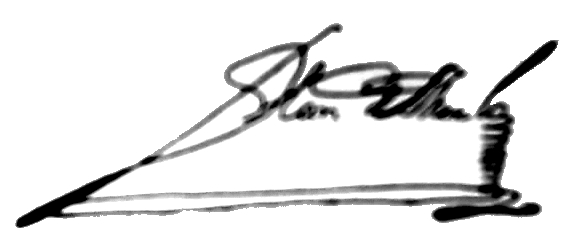
Firma de Don Francisco de Merlo.

Francisco de Merlo y Barboza (Sevilla, España, 11 de agosto de 1693 - Buenos Aires, 4 de abril de 1758) fue un notario y político español radicado en Argentina, fundador de la ciudad de Merlo, en la provincia de Buenos Aires.

## Biografía
Hijo de Antonio de Merlo y Juana Jeronima Barboza, Francisco de Merlo emigró a América y llegó a Buenos Aires en 1712. En 1713 contrae matrimonio con Doña Francisca del Toro y González Marquina, con la que tuvo once hijos. En 1748, luego de enviudar de su primer matrimonio, contrae enlace con María Teresa Gamiz de las Cuevas Lasarte, con la que tuvo un hijo. Merlo era un laico que pertenecía a la Tercera Orden de los mercedarios y un hijo suyo fue fraile de la misma orden. El 4 de junio de 1734 es designado para ocupar el cargo de escribano del Cabildo de Buenos Aires.
El 19 de septiembre de 1716 Merlo jura como Escribano Público Numerario y en 1722 es confirmado en el cargo por el rey.
En 1726, como escribano de gobierno, Francisco de Merlo participó en el acta de fundación de la ciudad de Montevideo.

Escudo de armas de Francisco de Merlo.

Francisco de Merlo decide construir el casco de estancia en una loma a la vera del Camino Real y en 1727 Merlo decide construir en el casco de estancia un oratorio para uso suyo y de su familia que lo coloca bajo la advocación de San Antonio de Padua y la Nuestra Señora de la Concepción del Camino. Francisco de Merlo se integró a la élite comercial de Buenos Aires y comenzó a casar a sus hijas con los hijos de otras familias hacendadas del Pago de la Costa. En 1731 su hermano, Juan de Merlo, fue designado por el cabildo de Buenos Aires como Alcalde de Hermandad del Partido de la Costa.
Francisco de Merlo comenzó a adquirir una gran cantidad de tierras en la campaña bonaerence. Merlo era propietario de tierras en el Pago de la Costa, un extenso territorio que se extendía desde el actual Arroyo Maldonado y tenía como límites el Río de la Plata y el Río de las Conchas.
Con el tiempo Francisco de Merlo era propietario de casi la mitad del actual partido de Merlo; de hecho era dueño de Merlo Centro y Merlo Norte, Padua, Libertad y Pontevedra. También era propietario de una buena parte del partido de La Matanza (Rafael Castillo, Isidro Casanova y González Catán) y dueño de algo de los partidos de Morón (Villa Ariza, Castelar Sur), Ituzaingó y Marcos Paz. Sus tierras se extendían del otro lado del Río Reconquista siendo propietario de algo del partido de Moreno (Villa Zapiola).
En el año 1728 Merlo construye un oratorio privado en su estancia que en 1730 será designada parroquia transitoria del Curato de la Matanza, un extenso territorio eclesiástico que comprendía los barrios de Flores, Liniers y los partidos de Tres de Febrero, Morón, Ituzaingó, Hurlingham, La Matanza, Merlo, Marcos Paz, General Las Heras y Lobos.
Desde 1735, Juan Bartolomé de Merlo —uno de los hijos de Francisco de Merlo— gestionaba ante la Corona Española una Real Cédula para fundar un pueblo en el Partido de Las Conchas.
Tanto el Cabildo como Juan de Zamudio —a la sazón Maestre de Campo— redactan sendos informes acerca de la necesidad de la fundación de un pueblo en el Pago de las Conchas.
En 1740 el cacique de los pampas, Cangapol, unido a picunches y huiliches, lanza dos terribles malones sobre Luján y Arrecifes como represalia por el asesinato de su primo Tolmicháyá; los ataques dejan como saldo 800 vecinos asesinados.
Juan de Zamudio alude al ataque de la región sufrido en 1740:

... no encontrando otro asilo ni refugio que la iglesia que tiene edificada Merlo, en sus cercanías se han quedado muchas familias a las que ha amparado edificándoles casas de adobe cosido y tejas de las que se fabrican en esta ciudad, llevando para defenderlos de cualquier asalto armas de fuego y lanzas compradas a su costa y un cañón de artillería que pidió prestado al gobernador de esta ciudad y asimismo les mantiene capellán a sus expensas...

En 1743 Francisco de Merlo, mediante una carta enviada por intermedio del Gobernador Ortiz de Rozas y dirigida al rey Felipe V de España, expresa sus deseos de fundar un pueblo en el lugar. 
El 31 de agosto de 1754, por Cédula Real de Fernando VI de España, es convalidada la fundación del Pueblo, con el nombre de San Antonio del Camino, con derecho a nombrar cabildo y regidores y a usar escudo nobiliario. El 28 de agosto de 1755 Francisco de Merlo mediante un edicto hace solemne la fundación y ofrece solares, viviendas y tierras de labranza y pastoreo a todas aquellas personas que quisieran avecinarse.
En 1758 Francisco de Merlo muere en Buenos Aires y es sepultado en la Iglesia de Nuestra Señora de la Merced en la ciudad de Buenos Aires.
El pueblo y las tierras quedan bajo la administración de su hijo, el fraile mercedario Juan Antonio Merlo. Hacia principios del siglo XX la familia Merlo Gómez aún era propietaria de tierras en el partido. En la década de 1940 la familia Merlo Gómez dona tierras al Estado nacional para la construcción de la Base Aérea Militar Morón.

## Descendientes
Entre los descendientes de Francisco de Merlo se encuentran el escritor Jorge Luis Borges y el militar Manuel Isidoro Suárez.
En su libro Los antepasados, Carlos Ibarguren (h) escribe:

Josefa Antonio Rubio y Díaz Gamiz, que se casó el 11-XII-1754 con el Escribano Pedro Ignacio de Merlo y Toro (hijo de Francisco Xavier de Merlo y Barbosa, nat. De Sevilla, y de su 1ª mujer Francisca de Toro González de Marquina ― el sevillano Merlo, fundador del pueblo bonaerense de San Antonio del Camino, hoy Merlo, se unió en 2ª nupcias con María Teresa Gamiz, tía abuela de Josefa Antonia, la antedicha consorte de su hijo). Los cónyuges Merlo Toro-Rubio Díaz Gamiz hubieron entre su prole, a María Leonor de Merlo y Rubio, que se casó con Nicolás Suárez y Pérez; son los padres del Coronel famoso en la batalla de Junín, Manuel Isidoro Suárez, casado, a su vez, con Jacinta Martínez de Haedo y Soler. Nieta de estos fue Leonor Acevedo y Suárez Haedo, la cual en sus nupcias con Jorge Guillermo Borges Haslam procreó al literato y poeta Jorge Luis Borges…

En una entrevista de 1984 hecha por Antonio Carrizo, quien le pregunta por el hecho de que lo acusaban de ser miembro de las clases adineradas y poderosas del país, Borges lo niega y dice:

No. En todo caso seré biznieto de gente adinerada. Ya mis padres no eran adinerados y mis abuelos tampoco. Quizás más atrás habrá habido estancieros que quizás fueran gente rica. (…) Quizás por el lado de mi madre, por los Merlo y por los Rubio.

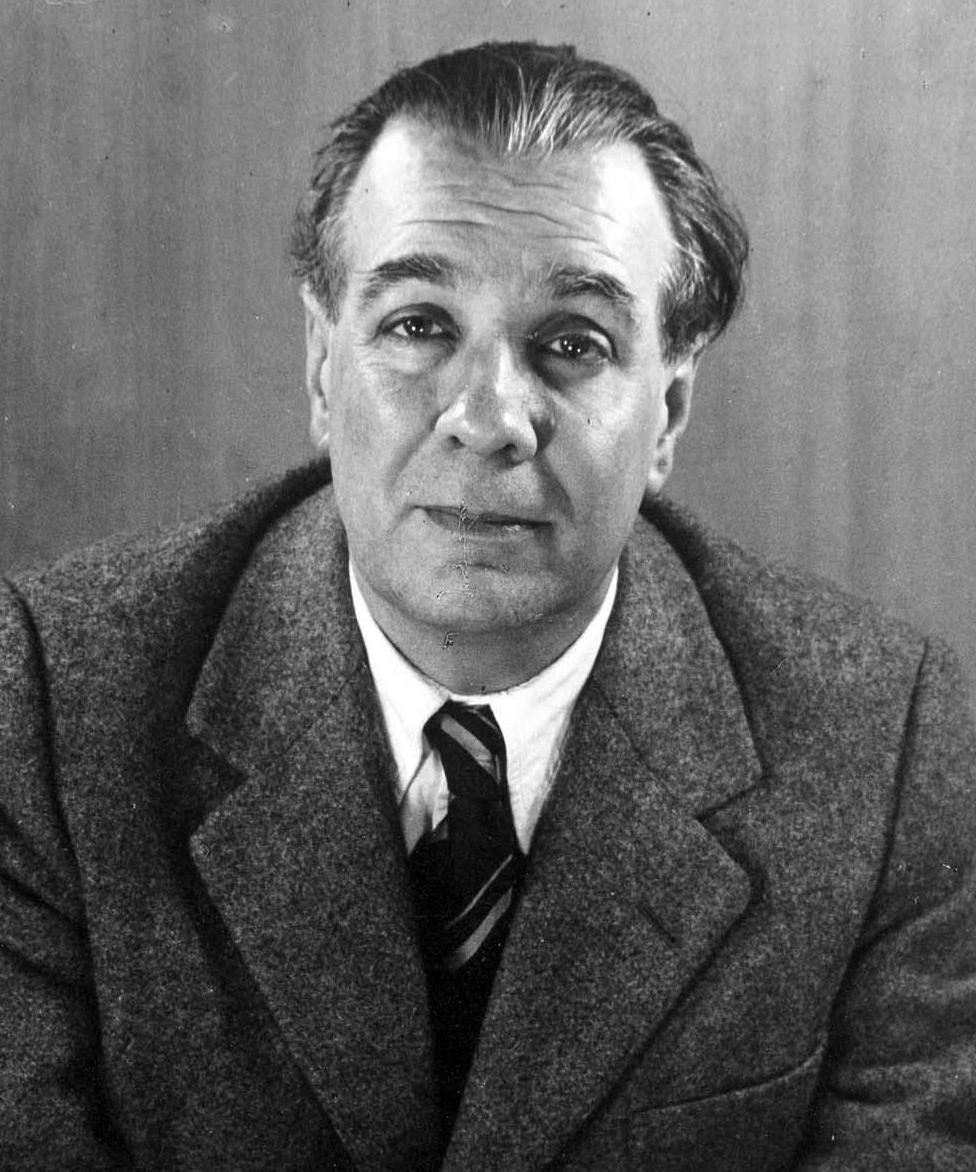
Jorge Luis Borges.
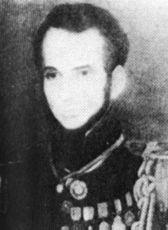
Manuel Isidoro Suárez.
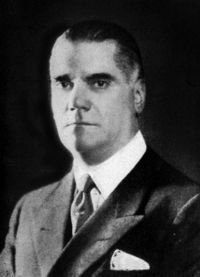
Francisco Merlo Gómez.

Otro destacado descendiente de Francisco de Merlo es el Dr. Francisco Merlo Gómez, médico pionero en el ámbito de la radiología argentina.

## Datos adicionales
En Buenos Aires, Francisco de Merlo tenía su hogar en la actual calle Piedras. Por ser un vecino destacado de la ciudad y durante lo que se prolongó su vida, las actuales calles Piedras y Esmeralda se conocían como la Calle de Merlo.
El barrio de Merlo Gómez que se encuentra en el límite de las localidades de Castelar Sur y Libertad hace referencia a una rama de la familia Merlo que eran propietarias de esas tierras, así como también el Barrio El Cortijo de Libertad hace referencia al nombre de la finca que la familia Merlo Gómez poseía en el lugar.